# شاخص پراکندگی
در آمار و احتمال، شاخص پراکندگی (به انگلیسی: Index of dispersion یا Coefficient of dispersion یا Variance-to-mean ratio) یک شاخص استاندارد شده برای سنجش میزان پراکندگی یک توزیع احتمال است. شاخص پراکندگی به صورت کسر واریانس {\displaystyle \sigma ^{2}} بر میانگین {\displaystyle \mu } تعریف می‌شود:
{\displaystyle D={\sigma ^{2} \over \mu }.}
شاخص پراکندگی فقط برای توزیع‌هایی تعریف‌شده‌است که میانگین غیرصفر داشته باشند و معمولاً برای متغیرهایی که همیشه مثبت هستند، مانند متغیر تصادفی نمایی، استفاده می‌شود.